# GG Tauri
GG Tauri (en abrégé GG Tau) est une étoile quintuple de la constellation zodiacale du Taureau.

## Structure et membres
GG Tauri est composé de deux sous-systèmes binaires :
- le premier, GG Tauri A, a pour composante principale l'étoile GG Tauri Aa, étoile simple, et pour composante secondaire GG Tauri Ab, étoile binaire constituée de GG Tauri Ab1 et GG Tauri Ab2 ;
- le second, GG Tauri B, est une étoile binaire dont les deux composantes sont GG Tauri Ba et GG Tauri Bb.

### GG Tauri A
GG Tauri Aa, la composante la plus brillante de GG Tauri A, est une naine rouge de type spectral M0V ; ses autres composantes, GG Tauri Ab1 et GG Tauri Ab2, sont deux autres naines rouges, respectivement de type spectral M2V et M3V.

### Publications scientifiques
- [Di Folco et al. 2014] (en) Emmanuel Di Folco et al., « GG Tauri: the fifth element » [« GG Tauri : le cinquième élément »], Astronomy and Astrophysics, vol. 565,‎ mai 2014, id. L2, 6 p. (DOI 10.1051/0004-6361/201423675, Bibcode 2014A&A...565L...2D, arXiv 1404.2205, résumé, lire en ligne [html], consulté le 23 février 2015). Les coauteurs de l'article sont, outre Emmanuel Di Folco, Anne Dutrey, Jean-Baptiste Le Bouquin, Sylvestre Lacour, Jean-Philippe Berger, R. Köhler, Stéphane Guilloteau, Vincent Piétu, J. Bary, T. Beck, Hervé Beust et Éric Pantin.
- [Dutrey et al. 2014] (en) Anne Dutrey et al., « Possible planet formation in the young, low-mass, multiple stellar system GG Tau A » [« Possible formation planétaire dans le jeune système stellaire multiple de faible masse GG Tau A »], Nature, vol. 514, no 7524,‎ octobre 2014, p. 600-602 (DOI 10.1038/nature13822, Bibcode 2014Natur.514..600D, résumé, lire en ligne [html], consulté le 18 juin 2015)Les coauteurs de l'article sont, outre Anne Dutrey, Emmanuel di Folco, Stéphane Guilloteau, Yann Boehler, Jeff Bary, Tracy Beck, Hervé Beust, Edwige Chapillon, Frédéric Gueth, Jean-Marc Huré, Arnaud Pierens, Vincent Piétu, Michal Simon, Ya-Wen Tang.
- [Tang et al. 2016] (en) Ya-Wen Tang et al., « Mapping CO Gas in the GG Tauri A Triple System with 50 AU Spatial Resolution » [« Cartographie du CO gazeux dans le système triple GG Tauri A avec une résolution spatiale de 50 ua »], ArXiv,‎ 3 février 2016 (arXiv 1511.05687, résumé, lire en ligne, consulté le 18 juin 2015)Les coauteurs de l'article sont, outre Ya-Wen Tang, Anne Dutrey, Stéphane Guilloteau, Edwige Chapillon, Vincent Piétu, Emmanuel Di Folco, Jeff Bary, Tracy Beck, Hervé Beust, Yann Boehler, Frédéric Gueth, Jean-Marc Huré, Arnaud Pierens, Michal Simon.
- Robert Brauer et al., « GG Tau A: Dark shadows on the ringworld », arXiv,‎ 27 juin 2019 (lire en ligne)les co-auteur de l'article sont, outre Robert Brauer, Eric Pantin, Emmanuel Di Folco, Emilie Habart, Anne Dutrey et Stéphane Guilloteau.

### Communiqués de presse scientifiques de l'Observatoire européen austral (ESO)
- [eso1434fr] Observatoire européen austral, « Découverte d’un processus de formation planétaire au sein d'un système d'étoiles doubles : ALMA sonde le gaz et la poussière “roue dans roue” », communiqué de presse scientifique, no eso1434fr,‎ 29 octobre 2014 (lire en ligne)

### Bases de données
- (en) GG Tau sur la base de données Simbad du Centre de données astronomiques de Strasbourg.